# Jean Kapata
Jean Kapata (sinh ngày 25 tháng 12 năm 1960) là một chính trị gia người Zambia hiện đang giữ chức Bộ trưởng Bộ Tài nguyên và Đất đai.

## Giáo dục và giáo dục sớm
Kapata có bằng Cao đẳng Điều dưỡng.

## Sự nghiệp
Kapata làm việc như một y tá nhà hát trước khi được bầu để đại diện cho khu vực bầu cử Mandevu tại cuộc bầu cử năm 2006 cho Mặt trận Yêu nước. Bà được bầu lại vào năm 2011 và 2016.
Kapata từng là Thứ trưởng Bộ Phát triển Cộng đồng, Sức khỏe Mẹ & Trẻ em. Vào ngày 2 tháng 10 năm 2009, bà đã bị bắt cùng với chín nghị sĩ Mặt trận Yêu nước khác sau khi họ phản đối sự tha bổng của cựu tổng thống Frederick Chiluba với tiếng còi xe và còi. Chúng được phát hành vào ngày 7 tháng 10.
Năm 2014, Kapata được Tổng thống Michael Sata bổ nhiệm làm Bộ trưởng Bộ Du lịch và Nghệ thuật. Theo nhiệm kỳ của mình, lệnh cấm mèo săn bắn lớn ở Zambia được dỡ bỏ. Để đáp ứng sự quan tâm truyền thông quốc tế xung quanh việc giết hại sư tử Cecil ở nước láng giềng Zimbabwe, Kapata nói, "phương Tây dường như quan tâm nhiều hơn đến phúc lợi của một con sư tử ở Zimbabwe hơn người châu Phi bản thân." 
Kapata là thành viên của phái đoàn Zambia tham dự Phiên họp thứ 60 của Ủy ban về tình trạng phụ nữ của Liên hợp quốc vào tháng 3 năm 2016. Trước cuộc bầu cử tháng 8 năm 2016, Kapata đã nhận được những lời đe dọa tử vong và tài xế của bà đã bị tấn công bởi những người có vũ trang đòi phải biết bà ấy ở đâu  Ứng cử viên MMD cho khu vực bầu cử của bà, Mary Phiri, đã buộc tội Kapata đã cử người đến tấn công nhóm chiến dịch của bà. Vào ngày 27 tháng 9 năm 2016, bà trở thành Bộ trưởng Bộ Đất đai, Tài nguyên và Bảo vệ Môi trường. Bà cũng là Chủ tịch của Mặt trận Yêu nước.

## Cuộc sống cá nhân
Kapata đã kết hôn và là một người mẹ và bà. Năm 2013, Đệ nhất phu nhân Christine Kaseba đã điều hành lễ cưới của con gái Kapata.